# Adelheid Dietrich
Pour les articles homonymes, voir Dietrich.
 (septembre 2024).
Adelheid Dietrich (née le 13 octobre 1827 à Wittemberg, morte le 2 avril 1891 à Erfurt) est une peintre allemande.

## Biographie

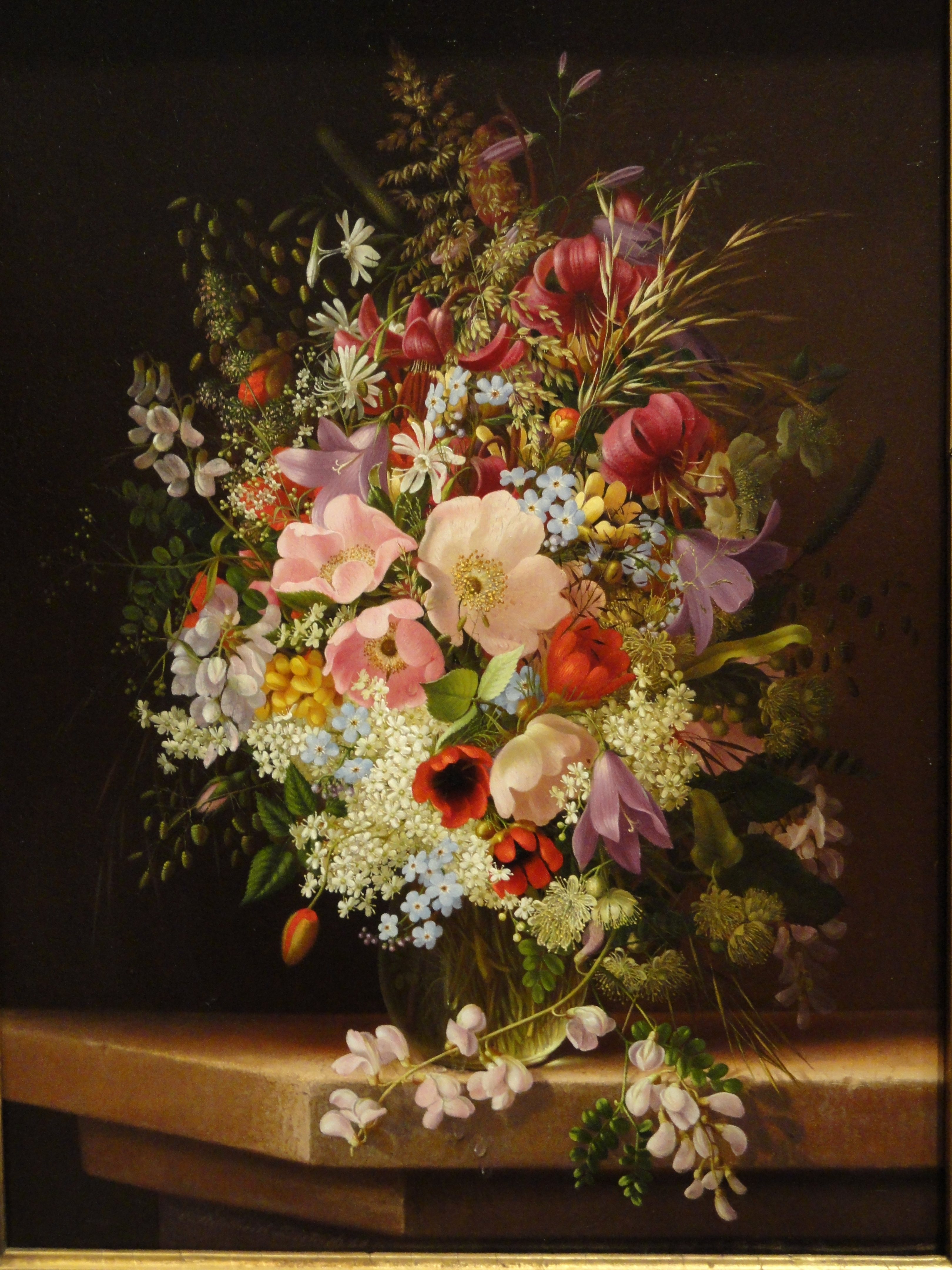
Nature morte de fleurs, 1868.

Elle est la fille et l'élève du peintre Eduard Dietrich (1803-1877).
Ses toiles dans le style de la peinture florale hollandaise du XVIIe siècle se caractérisent par une précision extraordinaire. Elle expose ses tableaux à Dresde en 1847, puis à Berlin, Brême et Kassel. Une cinquantaine de ses œuvres sont conservées.